# Troisième croisade suédoise
La troisième croisade suédoise est une expédition militaire suédoise menée en 1293 en Finlande contre les Caréliens et à l'issue de laquelle la Carélie occidentale passe sous le contrôle suédois tandis que le château de Vyborg est construit.

## Interprétations
Selon la Chronique d'Erik, texte à la gloire d'Erik Magnusson écrit au début du siècle suivant, cette croisade est déclenchée par la multiplication des raids des Caréliens païens sur les territoires chrétiens. Une lettre du roi de Suède Birger Magnusson datée du 4 mars 1295 établit comme motif de la croisade les pillages et le banditisme des Caréliens et le fait qu'ils aient fait prisonniers et torturé des Suédois.